# Madre Margarida do Apocalipse

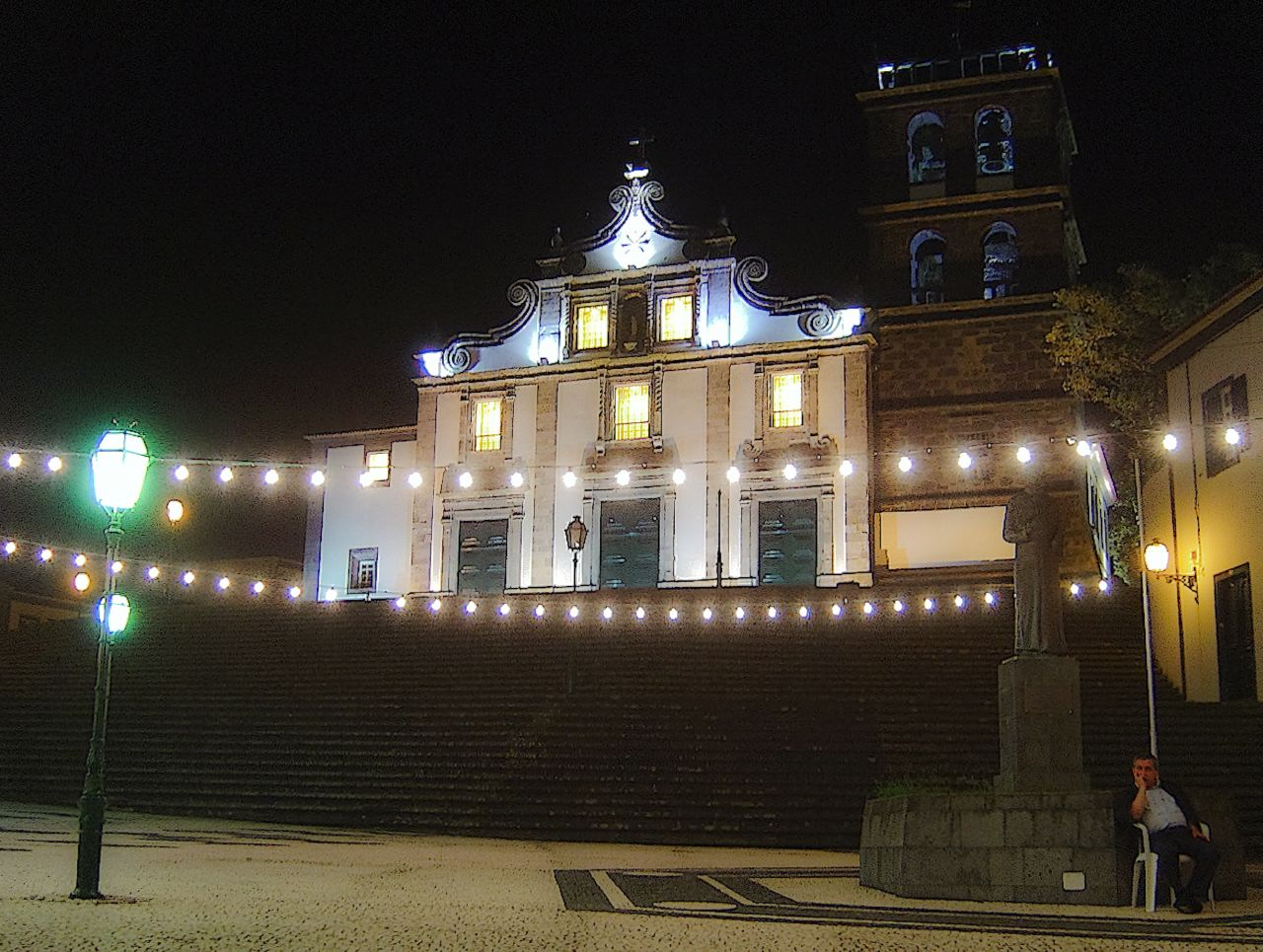
O Arcano Místico encontra-se na Igreja de Nossa Senhora da Estrela, na cidade de Ribeira Grande na Ilha de São Miguel.

Madre Margarida do Apocalipse (Conceição, 1779 -  1858, Ribeira Grande), freira da Ordem das Clarissas que criou o Arcano Místico, composto por centenas de pequenas esculturas, que foi classificado com Tesouro Regional pelo Governo Regional dos Açores.

## Biografia
Madre Margarida do Apocalipse nasceu na ilha açoriana de São Miguel, na freguesia da Conceição, no concelho da Ribeira Grande, em 1779.
Tal como aconteceu com muitas filhas de famílias abastadas, como era o caso dela, é destinada à vida religiosa. Entra para o Convento do Santo Nome de Jesus da Ribeira Grande em 1800, onde toma o hábito de freira da Ordem das Clarissas e passa a chamar-se Madre Margarida do Apocalipse. É também durante este período que é reconhecido o seu talento para fazer flores artificiais, chegando a enviar um ramalhete para a rainha Dona Maria II.
Permanece no convento 32 anos, do qual é obrigada a sair devido à extinção das ordens religiosas, que nos Açores ocorre em 1832, por decreto de Dom Pedro IV.
Após deixar o convento, permanece em Ribeira Grande e dedica-se ao culto de São João Evangelista e à criação do Arcano Místico, ficando a sua casa conhecida como a Casa do Arcano, actualmente casa-museu.
Morre no dia 6 de Maio de 1858. Deixa em testamento o Arcano Místico à Confraria do Santíssimo Sacramento da Igreja Matriz da Ribeira Grande, também conhecida como Igreja de Nossa Senhora da Estrela.

## Arcano Místico
Madre Margarida do Apocalipse levou 27 anos a criar o Arcano Místico com o objectivo de louvar a deus e entreter.
Este é composto por mais de 3000 esculturas, que ela moldou à mão e distribuiu por 92 quadros que representam acontecimentos bíblicos do velho e novo testamento, apenas o do juízo final ficou por concluir. Os quadros encontram-se reunidos numa vitrina de madeira e vidro e distribuídos pelos 3 níveis que a compõem.
Para moldar os santos, arcanjos, anjos, rainhas, animais e outras pequenas figuras, ela utilizou uma massa composta por farinha de arroz, farinha de trigo, vidro moído, gelatina animal e goma arábica.
Em 2009, o Governo Regional dos Açores reconheceu a sua importância cultural, artística, identitária classificando-o como Tesouro Regional. Três anos mais tarde, em 2012, o seu processo de restauro, conservação e musealização foi premiado pela Fundação Calouste Gulbenkian com o Prémio Vilalva.

## Ligações Externas
- Episódio da Série Mulher a Mulher da RTP: Margarida do Apocalipse e as Mulheres dos Açores
- Imagens de figuras do Arcano Místico
- Prémio Vasco Vilalva 2012 - Arcano Místico